# (7482) 1994 PC1
(7482) 1994 PC1 est un astéroïde Apollon potentiellement dangereux de 1,052 km de diamètre découvert en 1994.

## Description
(7482) 1994 PC1 a été découvert le 9 août 1994 à l'observatoire de Siding Spring, situé près de Coonabarabran, en Nouvelle-Galles du Sud, en Australie, par Robert H. McNaught.

### Caractéristiques orbitales
L'orbite de cet astéroïde est caractérisée par un demi-grand axe de 1,35 UA, un périhélie de 0,90 UA, une excentricité de 0,33 et une inclinaison de 33,49° par rapport à l'écliptique. Du fait de ces caractéristiques, à savoir un demi-grand axe supérieur à 1 UA et un périhélie inférieur à 1,017 UA, il est classé comme astéroïde Apollon. Il est en outre considéré comme un objet potentiellement dangereux, car sa distance minimale à l'orbite terrestre est inférieure à 0,05 UA et son diamètre est d'au moins 150 mètres

### Caractéristiques physiques
(7482) 1994 PC1 a une magnitude absolue (H) de 16,8 et un albédo estimé à 0,277, ce qui permet de calculer un diamètre de 1,052 km.Ces résultats ont été obtenus grâce aux observations du Wide-field Infrared Survey Explorer (WISE), un télescope spatial américain mis en orbite en 2009 et observant l'ensemble du ciel dans l'infrarouge, et publiés en 2015 dans un article présentant les résultats concernant un grand nombre d'astéroïdes.